# Dan Engler
Daniel Engler (nascido em 20 de Novembro de 1977, em Evansville, Indiana) é um árbitro de wrestling profissional americano, que trabalha atualmente para a WWE, atuando na marca Raw. Ele também é conhecido por seu trabalho na Total Nonstop Action Wrestling (TNA), onde usava o nome de ringue Rudy Charles, sendo o árbitro principal da promoção.

## Carreira
Engler estreou em 6 de Julho de 1996 na United States Wrestling Association, sendo treinado por Mark Vance.
Em junho de 2002, assinou contrato com a Total Nonstop Action Wrestling, sendo o árbitro principal dessa federação até 2009.

### WWE (2013–presente)
Em julho de 2013, Daniel Engler anunciou em sua conta no Twitter que havia assinado contrato com a WWE e passaria a trabalhar nas gravações do NXT. Ele também esteve presente na inauguração oficial do WWE Performance Center.
No dia 27 de outubro de 2013, usando seu nome real, Engler fez sua estreia em pay-per-view pela WWE durante o evento Hell In A Cell, onde atuou como árbitro na luta pelo Campeonato das Divas entre AJ Lee e Brie Bella. Na noite seguinte, no Raw, ele arbitrou outra luta feminina, desta vez entre Natalya e Summer Rae, em sua luta de estreia.
No episódio de 14 de março de 2016 do Raw, Engler sofreu uma lesão após ser atingido na perna por uma caixa de produção, durante uma briga nos bastidores entre Triple H e Roman Reigns. A lesão exigiu 13 pontos e 3 suturas para fechar o ferimento. Em junho de 2016, ele participou como um dos sete árbitros do Cruiserweight Classic, torneio voltado à divisão dos pesos-médios.